# Salix jingdongensis
Salix jingdongensis — вид квіткових рослин із родини вербових (Salicaceae).

## Морфологічна характеристика
Це кущ до 50 см заввишки, всюди голі. Гілочки тьмяно-червоні; молоді гілки при висиханні брудно-коричневі. Листкова ніжка 5–8 мм; Листкова пластинка широко-еліптична, 20–30 × 15–18 мм, абаксіально з білуватим нальотом, адаксіально зелена, край цільний, верхівка гостра або мукронатна. Жіночі сережки короткоциліндричної форми, 1.5 × 0.5 см.

## Середовище проживання
Юньнань. Населяє гірські схили.